# 新幾內亞大鼠屬
新幾內亞大鼠屬（學名：Anisomys），是囓齒目鼠科的一個屬，本屬為單型屬，僅包含新幾內亞大鼠（學名：Anisomys imitator）一種物種，分布於新幾內亞島上的新幾內亞高地海拔1200–3500公尺處。
新幾內亞大鼠在當地卡拉姆語中被稱為「gudi-ws」，會以卡魯卡樹的核果為食，因此當地種植此樹的農民會在樹幹上設置障礙物以阻止其取食。另外新幾內亞大鼠也是當地人打獵的獵物之一。